# Armand Schotsmans
Armand Schotsmans (Diest, 8 november 1887 - Herk-de-Stad, 30 april 1951) was een Belgisch senator.

## Levensloop
Schotsmans werd notaris in Herk-de-Stad.
In 1929 werd hij voor de katholieke partij provinciaal senator voor Limburg en vervulde dit mandaat tot in 1932.